# NGC 921
NGC 921 este o galaxie spirală situată în constelația Balena. A fost descoperită în 6 ianuarie 1886 de către Ormond Stone⁠(d). Se află la o distanță de 81,28 de megaparseci de Pământ.